# Фарафра

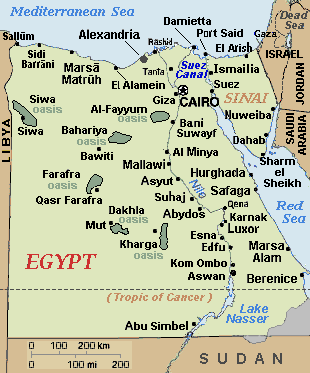
Оазис Фара́фра на карте Египта

Фара́фра (Эль-Фарафра, араб. الفرافرة‎) — оазис в Египте, центр района в губернаторстве Новая Долина. Оазис расположен в Ливийской пустыне, примерно в 315 км к западу от Асьюта, примерно на полпути между оазисами Дахла и Бахария.
Население Фарафры составляет около 5000 человек (на 2002 год), в основном проживающих в одноимённом городе Фарафра, население состоит в основном из бедуинов. В некоторых частях города есть целые кварталы традиционной архитектуры, простые, гладкие, без украшений, все дома глиняного цвета и традиционные методы строительства и проведения ремонтных работ поддерживаются благодаря туризму. Государственные здания, как правило, построены по типовым проектам и имеют совершенно другую архитектуру и цвет.
Во многом сохранены местные обычаи и культура. В Фарафре часто встречаются горячие источники в Бир-Ситте (шестой колодец) и озеро Эль-Муфид.
Основная достопримечательность Фарафры — Белая пустыня (Эс-Сахра Эль-Бейда). Белая пустыня находится в 45 км к северу от Фарафры. Пустыня имеет бело-кремовый оттенок — массивная меловая порода образовалась в результате периодических песчаных бурь в районе.

## Этимология
Слово «аль-Фарафра» (аль-Фарафира в местном произношении, араб. الفرفرون‎ аль-Фарфарун в средние века) является искажённой формой множественного числа слова араб. فرفر‎ «фарфар», что означает «шипучий источник». На древнеегипетском языке оазис назывался егип. tꜣ jḥw, «земля крупного рогатого скота».

## Климат
В оазисе Фарафра жаркий пустынный климат (BWh) по классификации климата Кёппена, типичный для большей части Египта.
| Показатель                                          | Янв. | Фев. | Март | Апр. | Май  | Июнь | Июль | Авг. | Сен. | Окт. | Нояб. | Дек. | Год  |
| --------------------------------------------------- | ---- | ---- | ---- | ---- | ---- | ---- | ---- | ---- | ---- | ---- | ----- | ---- | ---- |
| Абсолютный максимум, °C                             | 31,8 | 37,2 | 41,5 | 46,4 | 47,5 | 47,8 | 44,7 | 45,1 | 43,4 | 42,6 | 37,8  | 31,2 | 47,8 |
| Средний суточный максимум, °C                       | 20,0 | 22,4 | 26,2 | 31,6 | 35,4 | 37,8 | 37,8 | 37,3 | 35,1 | 31,2 | 25,5  | 21,1 | 30,1 |
| Средняя температура, °C                             | 12,0 | 14,0 | 17,8 | 22,8 | 27,0 | 29,4 | 30,3 | 29,9 | 27,2 | 23,1 | 17,6  | 13,6 | 22,1 |
| Средний суточный минимум, °C                        | 4,1  | 6,0  | 9,2  | 13,8 | 17,9 | 20,6 | 21,9 | 21,5 | 19,5 | 15,6 | 10,1  | 5,6  | 13,8 |
| Абсолютный минимум, °C                              | −3,3 | −2,2 | −0,2 | 2,9  | 7,6  | 13,9 | 16,9 | 16,8 | 13,5 | 7,3  | 0,6   | −2,1 | −3,3 |
| Норма осадков, мм                                   | 1    | 0    | 0    | 0    | 0    | 0    | 0    | 0    | 0    | 0    | 1     | 0    | 2    |
| Источник: Климатические нормы Фарафры 1961–1990 гг. |      |      |      |      |      |      |      |      |      |      |       |      |      |

## История
| tA · N23 · Z1 | E1 | Z1 · Z1 · Z1 · xAst |

| tA · N23 · Z1 | E1 | Z1 · Z1 · Z1 · xAst |

| N17 | i | H | E1 | t · niwt |

| N17 | i | H | E1 | t · niwt |

Археологические находки свидетельствуют о том, что оазис был заселён с позднего плейстоцена. Фарафра был известен в истории Древнего Египта, по крайней мере, со времён Среднего царства. В период правления Птолемеев регион находился под управлением Оксиринхского нома (19-й Верхнеегипетский ном).

## Белая пустыня
Главной географической достопримечательностью Фарафры является «Белая пустыня» (известная как «Сахара—эль-Бейда») — национальный парк Египта, расположенный в 45 км к северу от города Фарафра, главной достопримечательностью которого являются скалы, окрашенные от белоснежного до кремового цвета. Здесь есть массивные меловые скальные образования, которые являются хрестоматийными примерами вулканических явлений и которые образовались в результате периодических песчаных бурь в этом районе. Белая пустыня это типичное место, которое посещают учащиеся из некоторых египетских школ в качестве места для туристических походов.

## Сельское хозяйство
В Фарафре выращивается люцерна посевная (Medicago sativa), причем большая часть выращенной люцерны продается на рынке, в отличие от региона Бахария, где люцерна в основном используется на фермах.

## Галерея

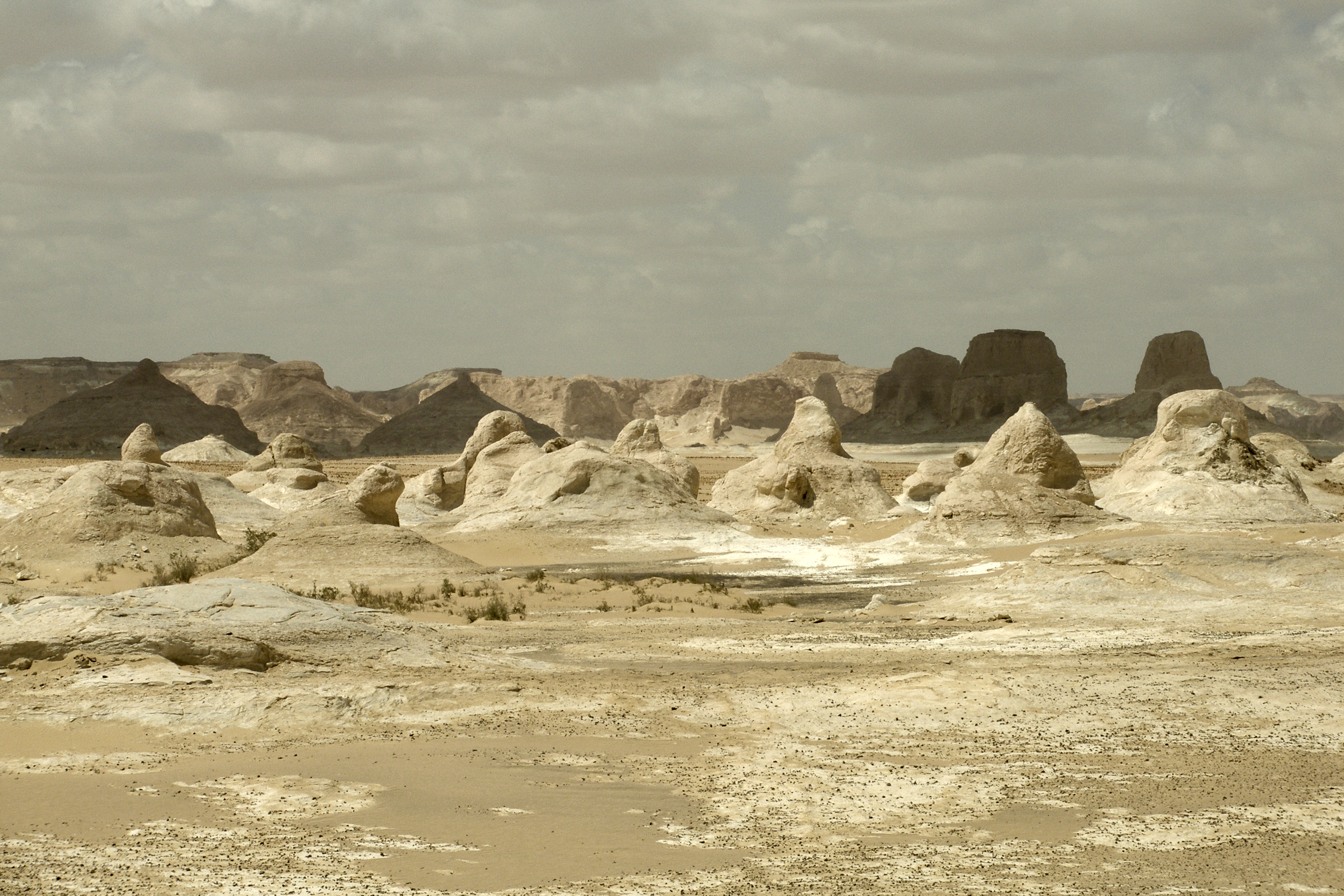
Вид издалека
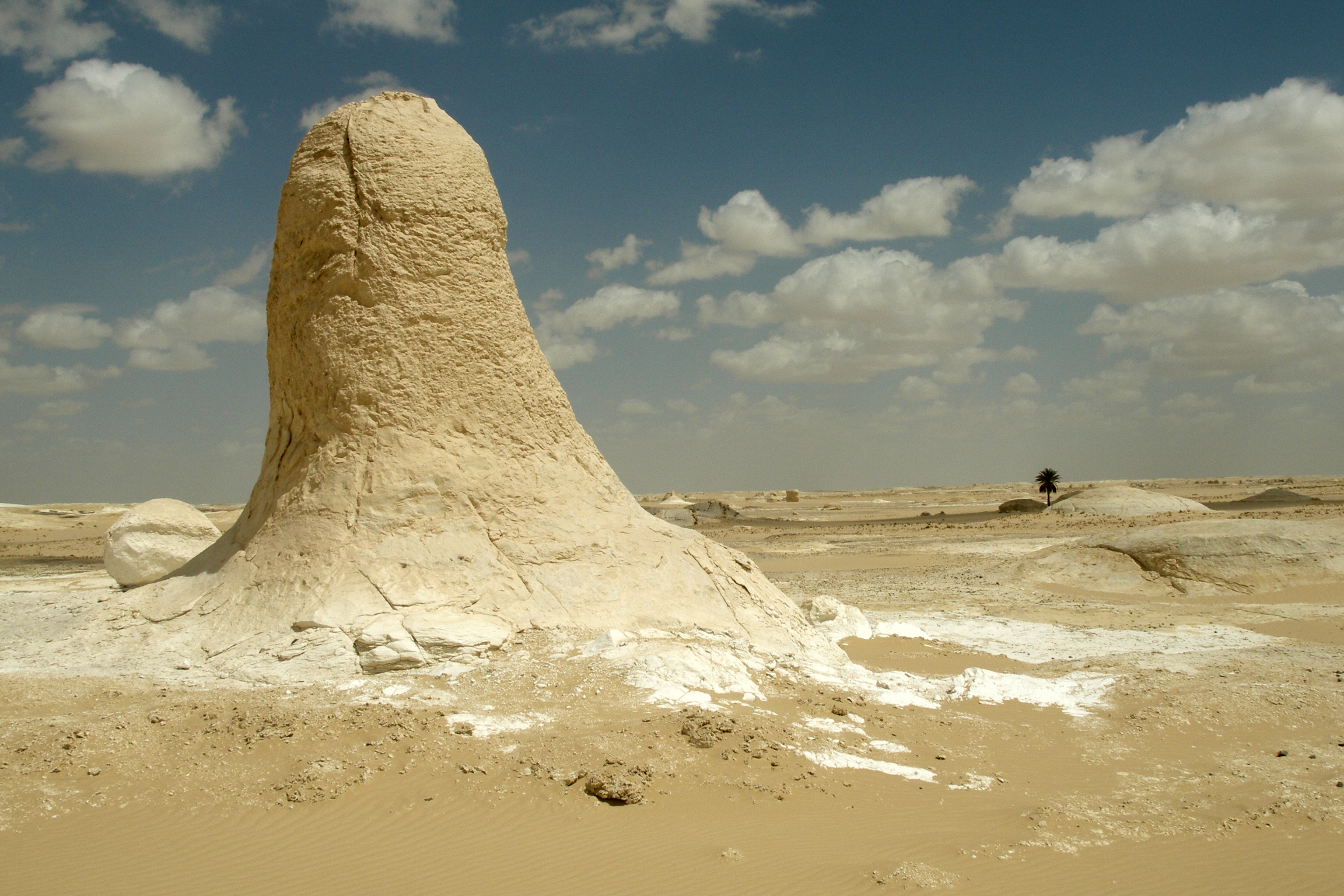
Местные горные породы
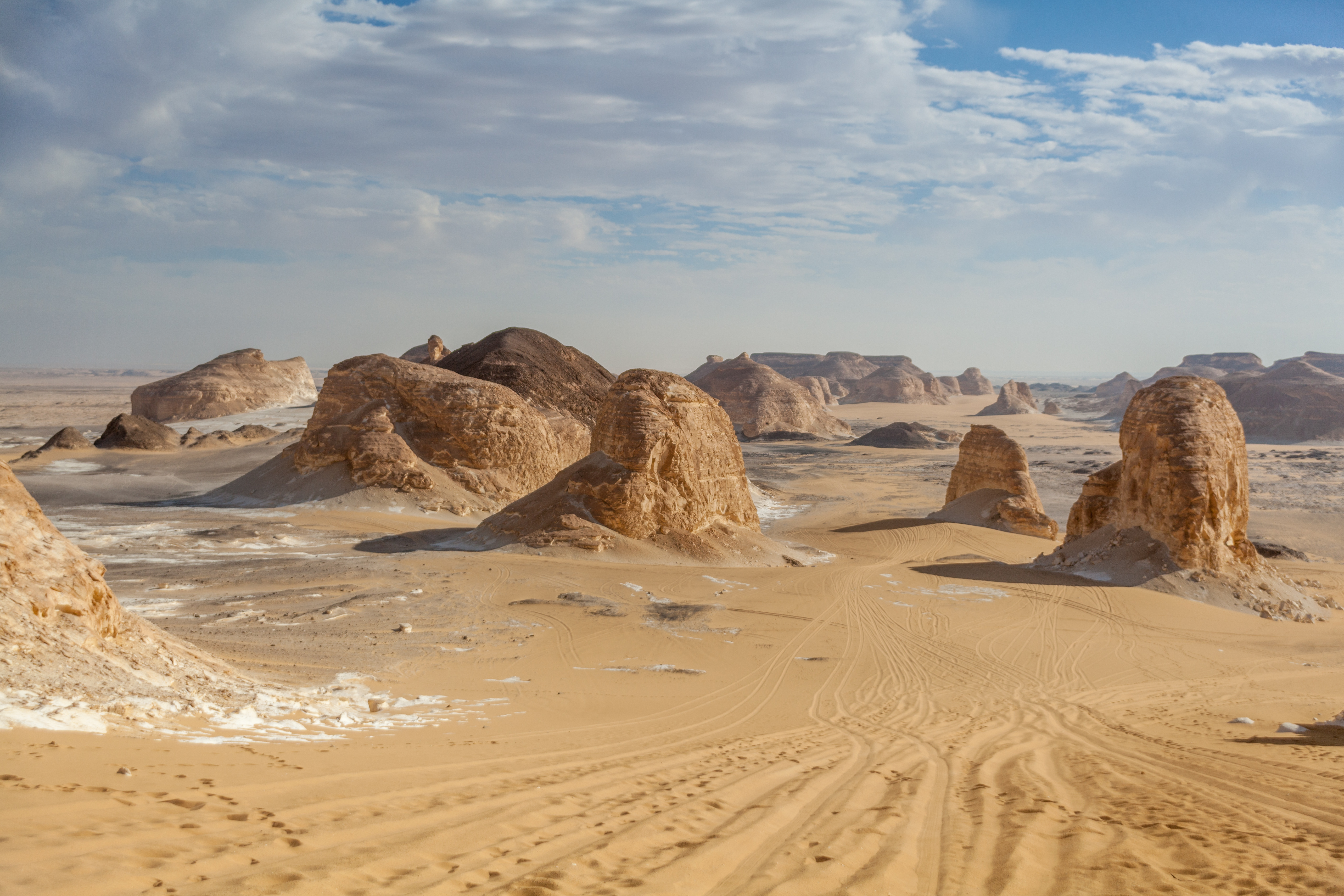
Вид издалека
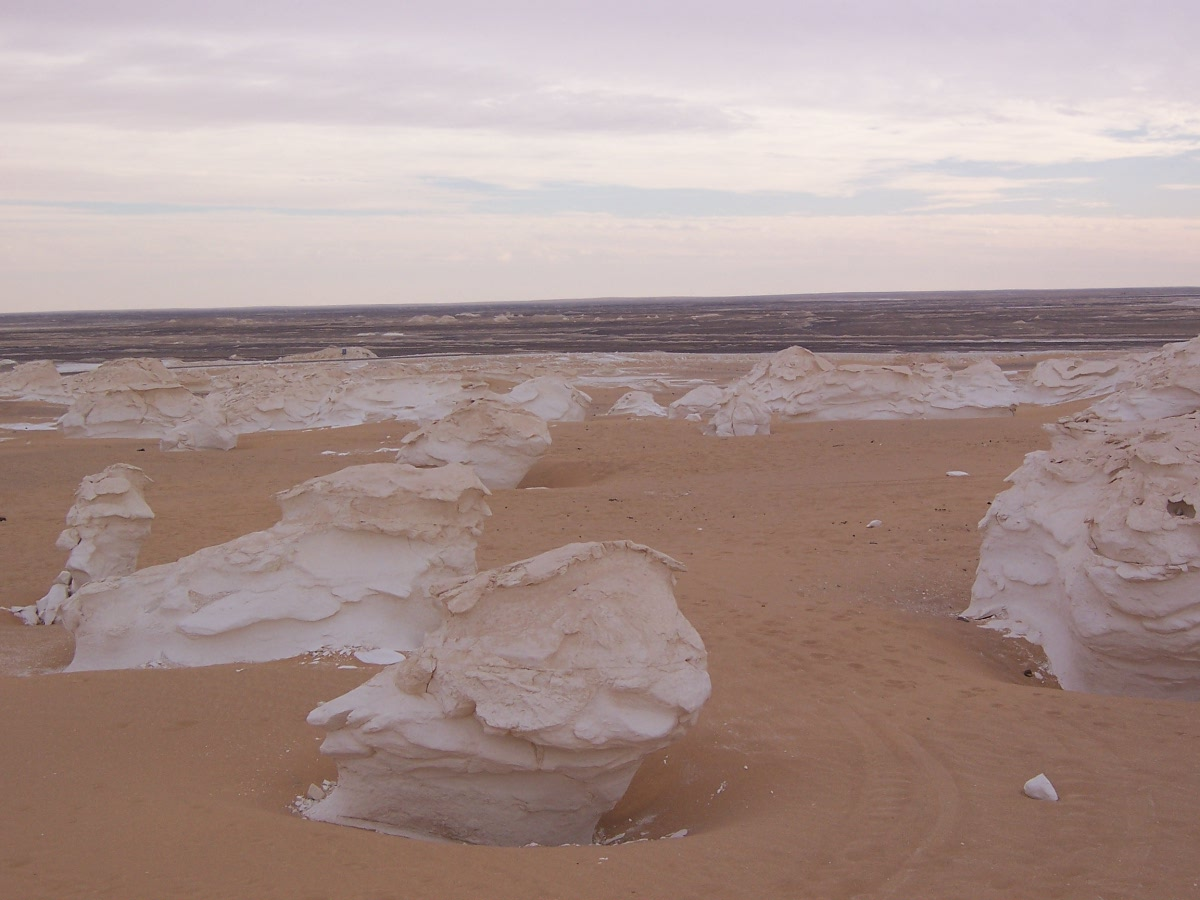
Образование горных пород
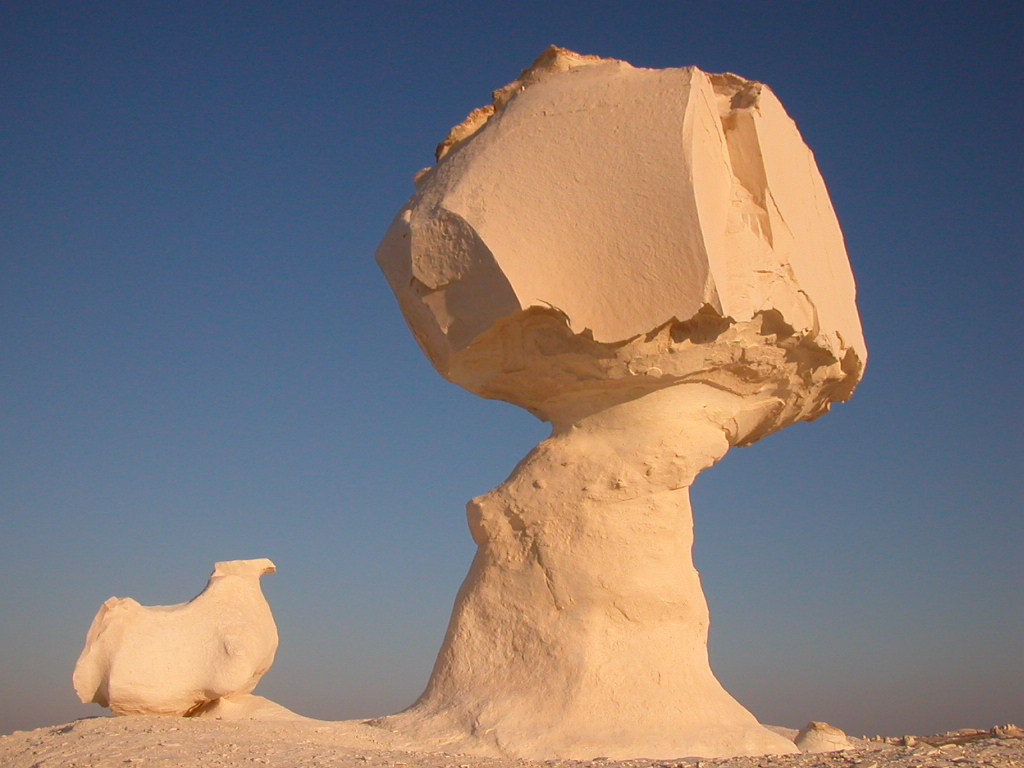
Образование известняковой породы
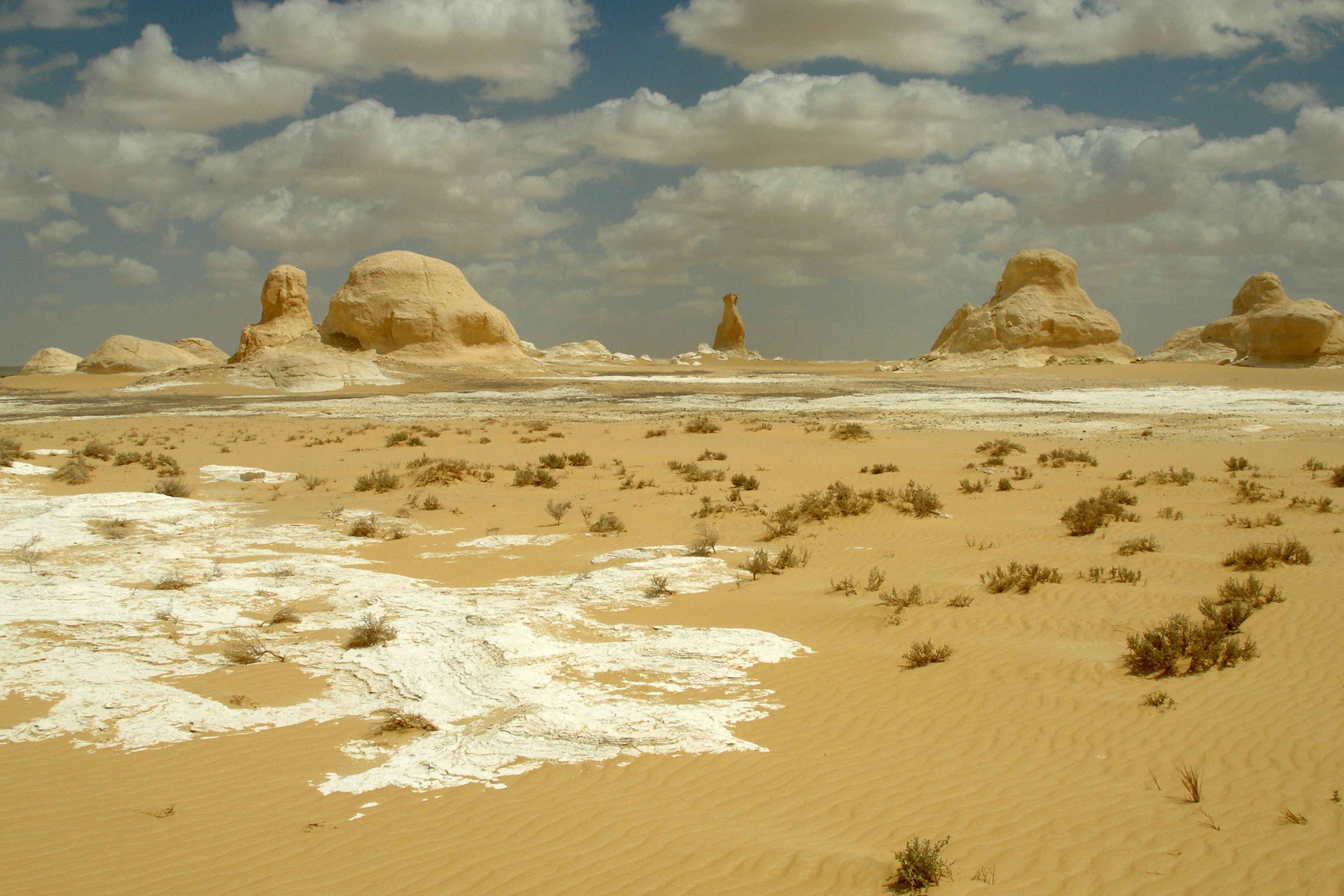
Образование горных пород
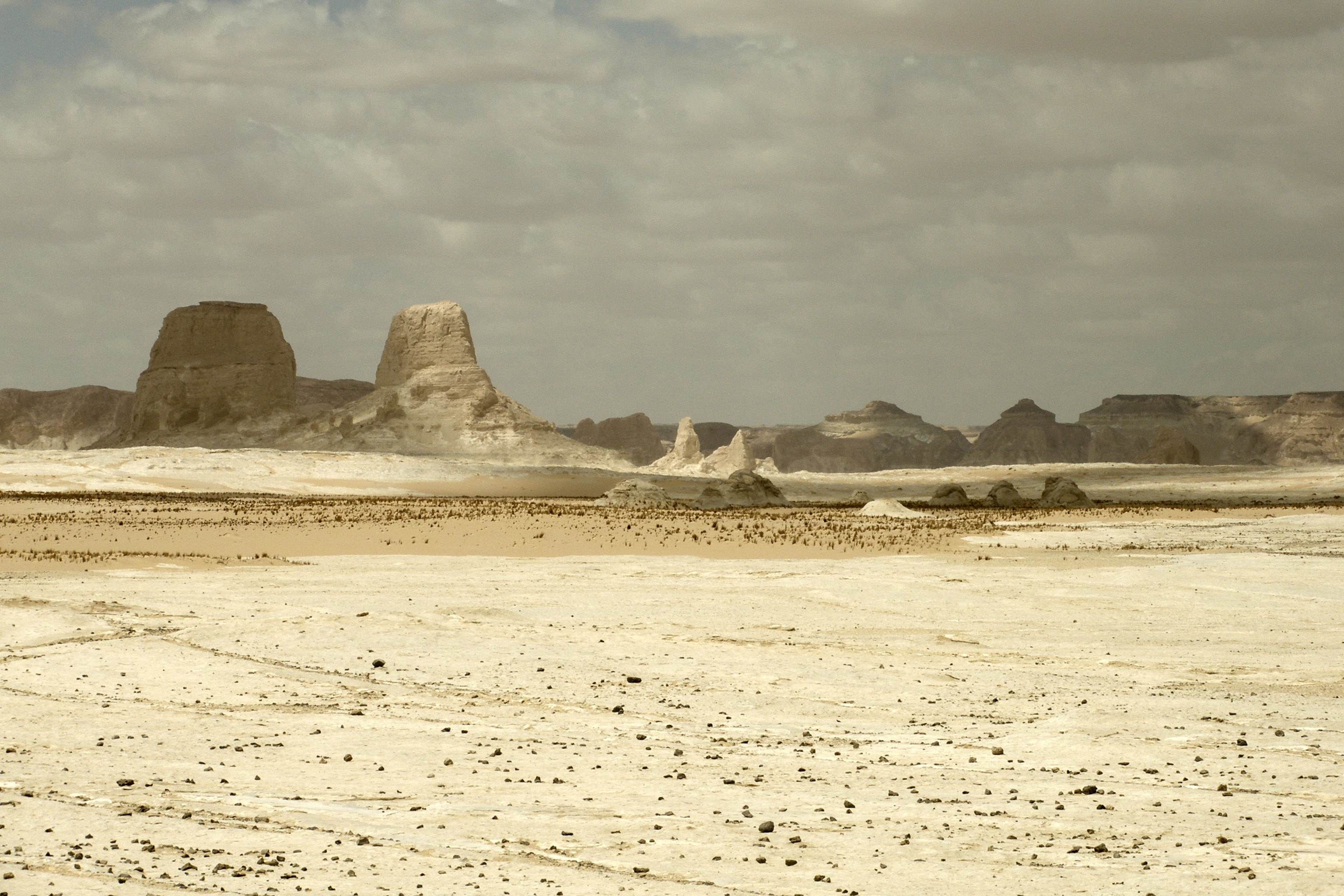
Вид издалека